# Agrostis miliacea
Agrostis miliacea é uma espécie de gramínea do gênero Agrostis, pertencente à família Poaceae.